# Músculo pelvitrocantéreo
Los músculos pelvitrocantéreos son un grupo de seis músculos situados en el plano profundo, inmediatamente por debajo del borde inferior de la región glútea en los humanos y por encima de los músculos isquiotibioperoneos. Desde arriba hasta abajo, los pelvitrocantéreos son:
- El músculo piramidal de la pelvis, un músculo triangular que viaja desde el sacro, hasta el trocánter mayor del fémur.
- El músculo gemino superior, cuyo origen es en la espina ciática, y su inserción inferior es la fosita digital de la cara interna del trocanter mayor del fémur (su tendón se fusiona con el tendón del obturador interno)
- El obturador interno, un músculo plano que parte desde la cara interna de la membrana obturatriz hasta la fosa digital del fémur.
- El gemino inferior, cuyo origen es en la tuberosidad isquiatica, y su inserción inferior es la fosita digital de la cara interna del trocanter mayor del fémur (su tendón se fusiona con el tendón del obturador interno)
- El obturador externo, es un músculo aplanado, relativamente pequeño, en forma de abanico, que se localiza en la porción supero medial del muslo. Se extiende desde la cara externa de la membrana obturatriz y el hueso circundante de la pelvis hasta la cara posterior del trocánter mayor, pasando por debajo del acetábulo y el cuello del fémur
- El músculo cuadrado crural, un músculo plano y rectangular que va desde el isquion hasta la parte alta del trocanter del fémur.

Los músculos pelvitrocanterianos son todos rotatorios externos del muslo, haciendo que la rodilla gire alejándose de la línea media del cuerpo.
- Datos: Q3328349